# NEC Brasil
NEC Brasil é filial da NEC Corporation (Nippon Electric Company), empresa japonesa de tecnologia.
A NEC Brasil foi uma das principal empresa responsáveis pelo desenvolvimento de telecomunicações no Brasil.
No início da sua atuação no Brasil foi responsável pela montagem da infraestrutura em telecomunicações e além de ser umas das pioneiras em desenvolvimento fabril.
Sendo uma das pioneiras no desenvolvimento e fornecimento e instalação dos primeiros equipamentos de transmissão de TV em cores no país, no fornecimento e produção local do primeiro rádio digital brasileiro, além de contribuir para alçar o país à era espacial, fornecendo equipamentos para a estação terrena de comunicação via satélite, o Brasilsat.
No campo da telefonia celular, a NEC foi a primeira no fornecimento e instalação do sistema celular analógico, e alguns anos mais tarde, forneceu e instalou o primeiro sistema celular digital no país. Presente também na área de computação de alto desempenho, a NEC forneceu ao Instituto Nacional de Pesquisas Espaciais (INPE), de São José dos Campos, o primeiro supercomputador a operar em território brasileiro. Todas estas ações pioneiras, entre várias outras não menos importantes, são suportadas por um contínuo acompanhamento e aperfeiçoamento tecnológico, o que garante ao cliente uma parceria competente e confiável.
Em 2001, alinhando-se à reforma ocorrida no setor de telecomunicações, a empresa promoveu uma mudança de foco em suas operações: passou de fornecedora de equipamentos a provedora de soluções. Alicerçada na comprovada capacitação tecnológica do grupo NEC e na sua competência no gerenciamento de projetos, a empresa foca no atendimento das exatas necessidades dos clientes, através do fornecimento de soluções customizadas de alto valor agregado.
Em 1 de julho de 2005, a NEC inicia as atividades de sua mais nova empresa no país, a NEC Solutions Brasil. Através das duas empresas que trazem em seu histórico a competência de mais de 36 anos no mercado, a NEC direciona o foco de seus negócios em segmentos específicos, Corporações e Governo atendidas pela NEC Solutions Brasil e Operadoras de Comunicações, atendidas pela NEC Brasil, visando aprimorar a cada dia o atendimento a seus clientes.
A década de 1980 começou com mudanças drásticas na política brasileira, tendo como diretrizes o controle da inflação e o déficit no balanço de pagamentos. 
Em 1983 a NEC Brasil ponderou as contínuas resoluções do governo brasileiro de proteção às indústrias locais. A importação de produtos industrializados foi proibida e foram exigidos índices crescentes de nacionalização dos produtos fabricados no país. Para se adequar às medidas governamentais, o grupo, por meio de uma joint-venture, transferiu o controle acionário da NEC Brasil para a Brasilinvest Informática e Telecomunicações (BIT) e Mário Garnero passou a exercer o cargo de presidente do Conselho de Administração da NEC Brasil.
Em 1985 o Banco Central do Brasil liquidou a Brasilinvest. As irregularidades constatadas levaram o então ministro da Fazenda, Francisco Dornelles, a solicitar a prisão preventiva de Mário Garnero. O Ministro das Comunicações Antônio Carlos Magalhães suspendeu o pagamento de uma dívida de US$ 30 milhões de um contrato de fornecimento de equipamentos já entregues pela NEC Brasil à Telebrás.

## Ligações com o Grupo Globo
A transferência do controle acionário da NEC Brasil do empresário Mário Garnero ao jornalista Roberto Marinho foi consumada em outubro de 1986. Com o fim das empresas do Grupo Telebrás a NEC Brasil encerrou a sociedade com o Grupo Globo. Hoje o capital da NEC Brasil pertence 100% à NEC Corporation com sede no Japão.